# Helophilus cargilli
Helophilus cargilli är en tvåvingeart som beskrevs av Miller 1911. Helophilus cargilli ingår i släktet kärrblomflugor, och familjen blomflugor. Inga underarter finns listade i Catalogue of Life.